# Тьянгай, Никола
Никола Тьянгай (фр. Nicolas Tiangaye, род. 13 сентября 1956) — юрист и политик Центральноафриканской Республики, глава партии Республиканская конвенция за социальный прогресс. 17 января 2013 года назначен премьер-министром страны, сменив на этом посту Фостен-Арканжа Туадера.
Был выбран на этот пост оппозицией, в результате договорённостей между президентом Франсуа Бозизе и повстанцами. Назначением Тьянгая завершился вооружённый конфликт в ЦАР, продолжавшийся около месяца.